# Acratosaura mentalis
Espèce
Synonymes
- Colobosaura mentalis Amaral, 1933

Acratosaura mentalis est une espèce de sauriens de la famille des Gymnophthalmidae.

## Répartition
Cette espèce se rencontre endémique du Brésil. Elle se rencontre au Ceará, au Rio Grande do Norte, au Paraíba, au Pernambouc, en Alagoas, au Sergipe, au Bahia et dans le Nord du Minas Gerais.

## Publication originale
- Amaral, 1933 "1932" : Estudos sobre Lacertilios neotropicos. I. novos generos e especies de largartos do Brasil. Memorias do Instituto Butantan, vol. 7, p. 51-75.